# Voyager 1
Voyager 1 é uma sonda espacial norte-americana lançada ao espaço em 5 de setembro de 1977 para estudar Júpiter e Saturno, prosseguindo posteriormente para o espaço interestelar. Em 5 de julho de 2025, a sonda somou 47 anos e 10 meses em operação, recebendo comandos de rotina e transmitindo dados para a Terra. A sonda foi a primeira a entrar no espaço interestelar, informação oficialmente confirmada pela NASA no dia 12 de setembro de 2013.
Inserida no programa Voyager, que previa o desenvolvimento de duas sondas de exploração interplanetária (Voyager 1 e 2), ela tinha como objetivo a realização de um "Grand Tour" espacial, aproveitando o posicionamento favorável dos gigantes gasosos do Sistema Solar. Originalmente, o Grand Tour foi desenhado para permitir visitas a apenas Júpiter e Saturno. Porém, a sonda Voyager 2 teve sua missão estendida e visitou Urano e Netuno. A missão inicial e primária da Voyager 1 encerrou-se em 20 de novembro de 1980 após seu encontro com o sistema joviano em 1979 e o sistema saturniano em 1980.
A uma distância de 166,8 AU (24,9 bilhões de quilômetros) da Terra, em julho de 2025, é o objeto feito pelo homem mais distante do planeta Terra. Em 12 de dezembro de 2023, a NASA anunciou que o sistema de dados de voo da Voyager 1 não era capaz de usar sua unidade de modulação de telemetria, tornando a sonda incapaz de transmitir dados científicos utilizáveis. Na época, não se sabia se a sonda seria capaz de continuar a sua missão. Em 18 de abril de 2024, a NASA implantou uma solução alternativa e as transmissões de dados foram retomadas dois dias depois.
Em 2017, a equipe da Voyager conseguiu acionar com sucesso os propulsores de manobra de correção de trajetória (TCM) da espaçonave pela primeira vez desde 1980, permitindo que a missão fosse estendida por mais dois a três anos. A missão estendida da Voyager 1 deve continuar a fornecer dados científicos até pelo menos 2025, com uma vida útil máxima estimada até 2030. Seus geradores termoelétricos de radioisótopos (RTGs) podem fornecer energia elétrica suficiente para continuar retornando dados de engenharia até 2036.

## Trajetória e dados
A Voyager 1, apesar de ter sido lançada para a sua missão após a Voyager 2, seguiu uma trajetória mais favorável atingindo o seu ponto mais próximo de Júpiter em 5 de março de 1979, após o qual deu início a uma nova trajetória para interseção do sistema de Saturno ao qual chegou no dia 12 de novembro de 1980. Esta trajetória mais rápida e desenhada de forma a permitir uma posição mais favorável à observação de Io e de Titã, não permitiu à sonda a continuação da missão em direção a Urano e/ou Neptuno. Assim, a Voyager 1 seguiu uma trajetória que a levaria a sair do Sistema Solar numa direção oposta à da sonda Pioneer 10.

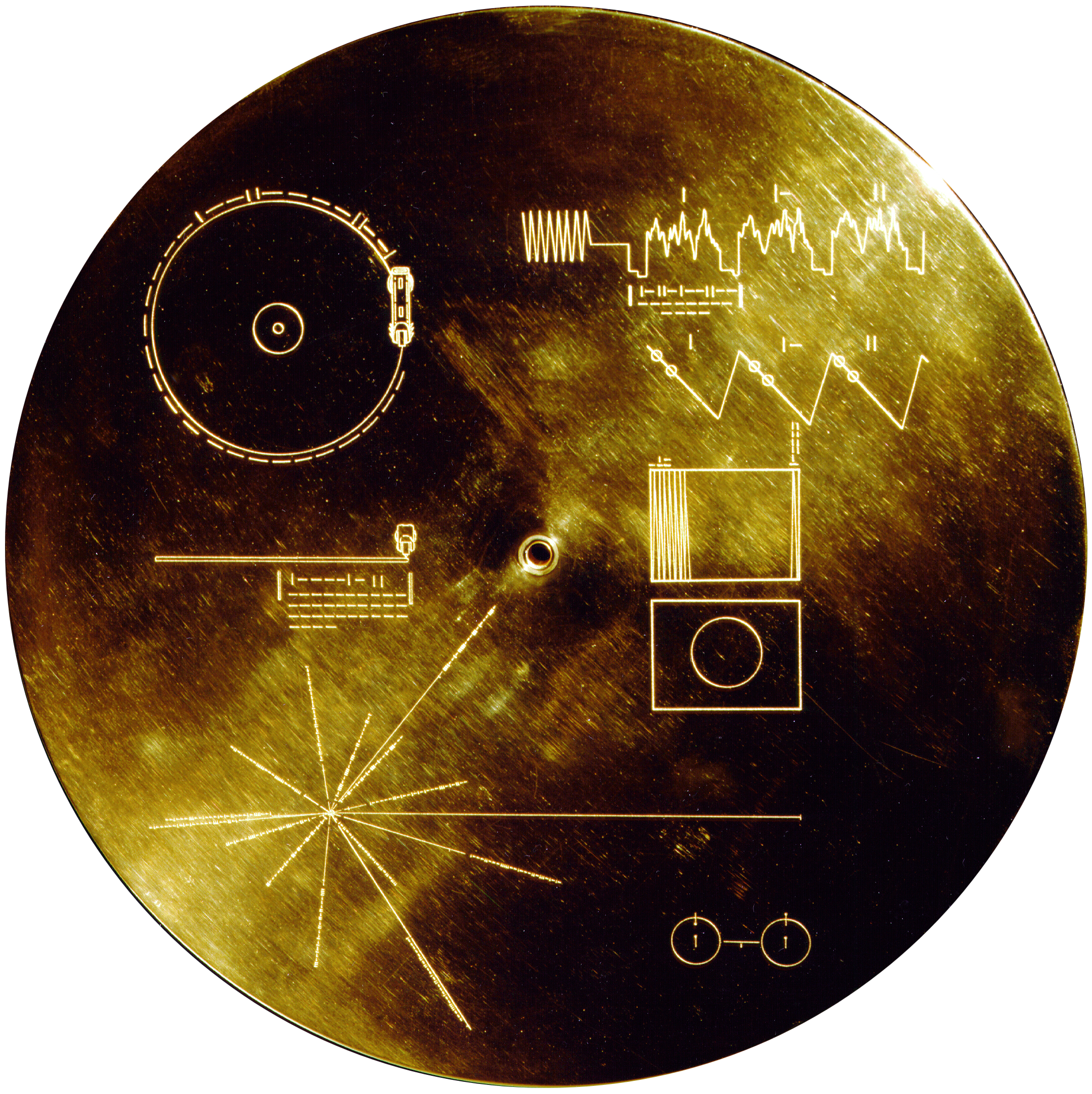
O disco dourado a bordo da Voyager 1, com gravações de sons e imagens de nossa civilização

Ao longo da sua missão científica, a Voyager 1 permitiu o desenvolvimento do nosso conhecimento dos sistemas de Júpiter (obtendo mais de 19 mil imagens de Júpiter e dos seus satélites) e Saturno através do envio de imagens de elevada qualidade e de outras informações obtidas através dos variados instrumentos instalados na sua plataforma. Descobriu três satélites em Saturno: Atlas, Prometeu e Pandora. Após a sua missão planetária, a Voyager 1 iniciou a fase de exploração das fronteiras do Sistema Solar denominada Voyager Interstellar Mission ou VIM, que propõe o estudo da heliosfera e da heliopausa. Espera-se, assim, que a Voyager 1 seja o primeiro instrumento humano a estudar o meio interestelar. Os cientistas esperam que a comunicação com a sonda se perca por volta da década de 2020.
A par da sua gêmea, a Voyager 2, lançada duas semanas antes, a 20 de agosto de 1977, a Voyager 1 possui um detector de raios cósmicos, um magnetômetro, um detector de ondas de plasma, e um detector de partículas de baixa energia, todos ainda operacionais. Para além destes equipamentos, possui um espectrômetro de ondas ultravioleta e um detector de ventos solares, já fora de operação. Para além deste equipamento, as duas sondas carregam consigo um disco (e a respectiva agulha) de cobre revestido a ouro, contendo uma apresentação para outras civilizações, com 115 imagens (onde estão incluídas imagens do Cristo Redentor no Brasil, a Grande Muralha da China, pescadores portugueses, entre outras), 35 sons naturais (vento, pássaros, água, etc.) e saudações  em 55 línguas, incluindo em língua portuguesa, feita por Portugal e pelo Brasil. Foram também incluídos excertos de música étnica, de obras de Beethoven e Mozart, e "Johnny B. Goode" de Chuck Berry. Atualmente, a Voyager 1 é o mais distante objeto feito pelo homem a partir da Terra, viajando fora do planeta e distanciando-se do Sol a uma velocidade relativamente mais rápida que qualquer outra sonda.

## Perfil da missão

### Encontro com Júpiter
A Voyager 1 fotografou Júpiter e seus satélites entre janeiro e abril de 1979. A aproximação máxima ao planeta aconteceu em 5 de março, quando o sobrevoou a uma distância de cerca de 349 000 km de seu centro. Como a proximidade aos objetos a serem observados favorece a qualidade das imagens, a maioria das observações de luas, anéis, campos magnéticos e cinturão de radiação do sistema joviano foram realizadas pela Voyager 1 em um período de 48 horas durante a aproximação máxima ao planeta.
As duas sondas Voyager fizeram várias descobertas importantes sobre Júpiter, suas luas, seu cinturão de radiação e seus anéis. A descoberta mais surpreendente no sistema joviano foi a atividade vulcânica em Io, algo que nunca tinha sido observado antes.
- Animação mostrando Júpiter durante a aproximação da Voyager 1 (Ligação para o vídeo em maior resolução)

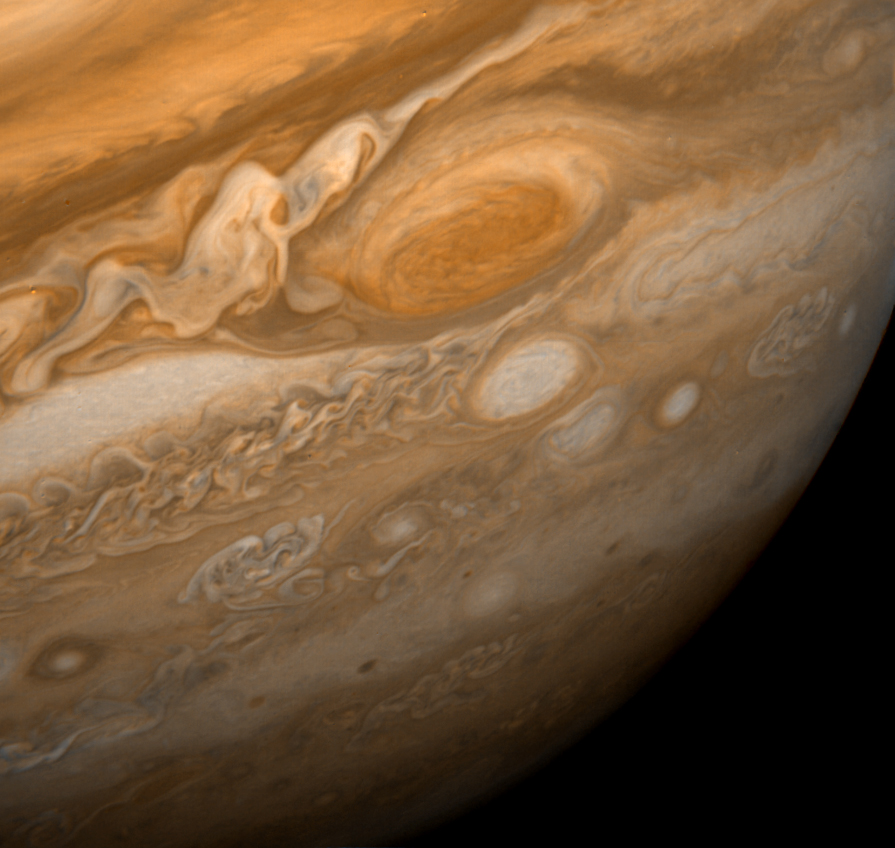
A Grande Mancha Vermelha, uma tempestade anticiclônica maior do que a Terra vista da Voyager 1
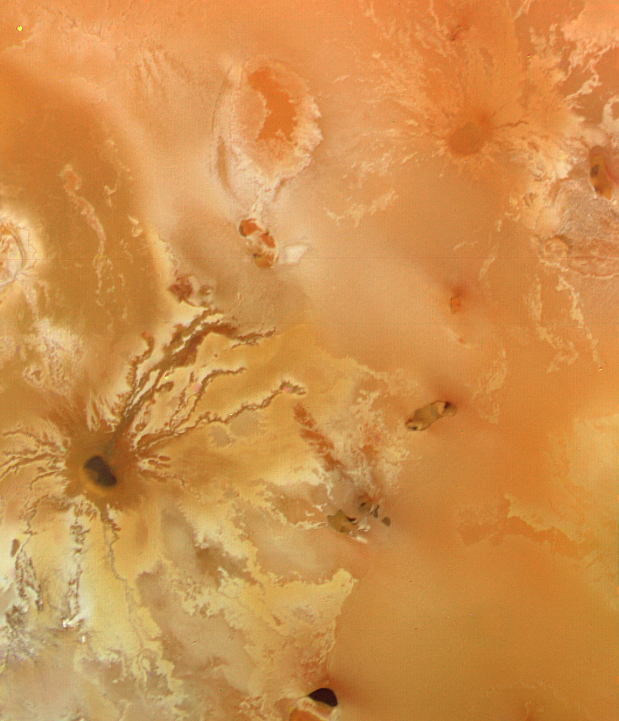
Fluxos de lava ricos em enxofre irradiando do vulcão Ra Patera em Io
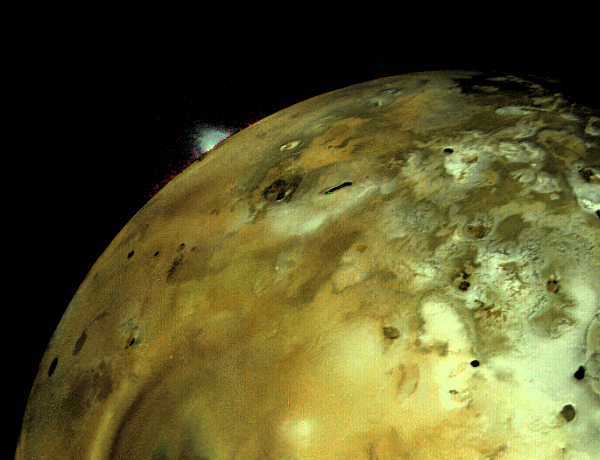
Coluna de erupção do vulcão Loki Patera, atingindo 160 km de altitude sobre o limbo de Io
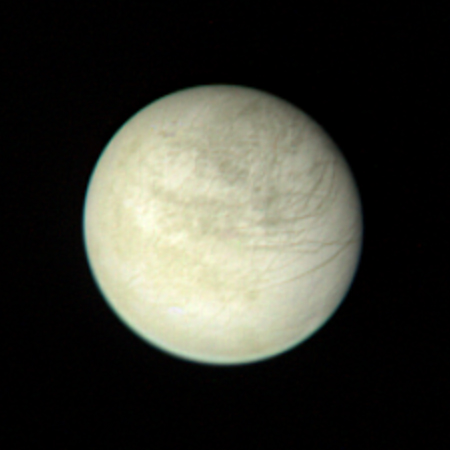
O satélite natural Europa com evidências geológicas fotografada a uma distância de 2,8 milhões de km.
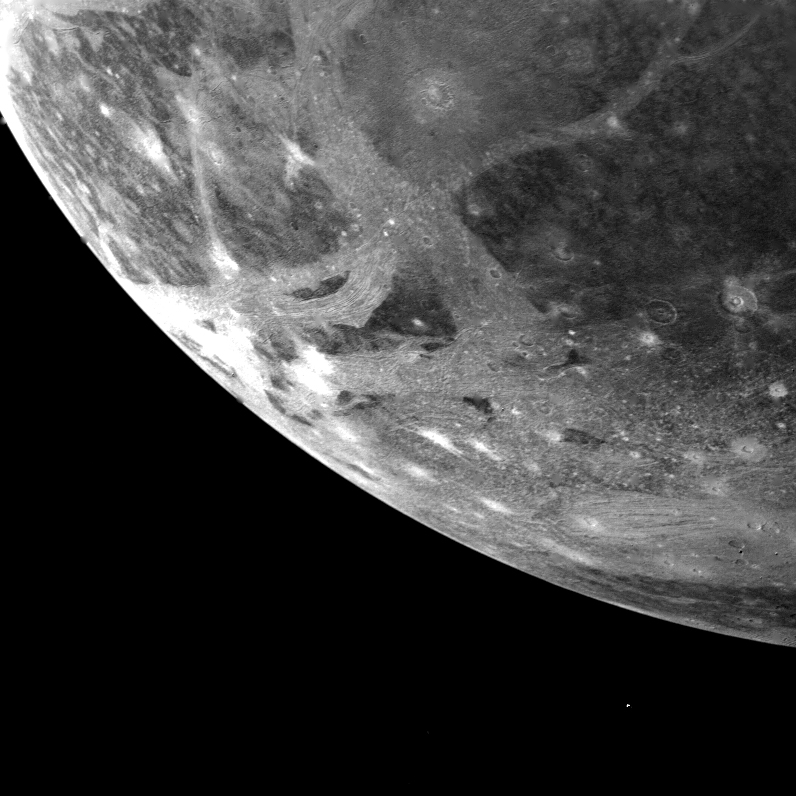
Ganymede, o principal satélite natural de Júpiter e o maior de todo o Sistema Solar

### Encontro com Saturno
Depois de seu encontro com Júpiter, as duas Voyagers seguiram para Saturno e seu sistema de luas e anéis. A Voyager 1 sobrevoou Saturno durante o mês de novembro de 1980. A aproximação máxima ocorreu em 12 de novembro de 1980, quando a sonda passou a 124 000 km de distância das camadas superiores de nuvens do gigante gasoso. Durante a passagem, as câmeras da Voyager 1 capturaram imagens que revelaram complexas estruturas nos anéis de Saturno aos cientistas da missão. Os instrumentos de sensoriamento remoto a bordo da espaçonave estudaram a atmosfera de Saturno e de sua maior lua, Titã.
Com a descoberta de uma atmosfera gasosa e densa em Titã no ano anterior, durante a passagem da Pioneer 11, os controladores da missão Voyager no Laboratório de propulsão a jato elegeram a Voyager 1 para fazer uma aproximação de Titã. A nova trajetória incluindo o sobrevoo de Titã causou uma deflexão gravitacional que acabou enviando a Voyager 1 para fora do plano da eclíptica, encerrando assim a fase planetária da missão. A trajetória da Voyager 1 poderia ter incluído passagens por Urano e Netuno, o que foi alcançado posteriormente com a Voyager 2. As opções de trajetória para a Voyager 1 incluíam o uso do efeito de aceleração gravitacional da massa de Saturno para impulsioná-la em direção a Plutão. Mas como determinou-se que o sobrevoo de Titã tinha um valor científico maior e oferecia menos riscos, a opção por Plutão foi descartada.

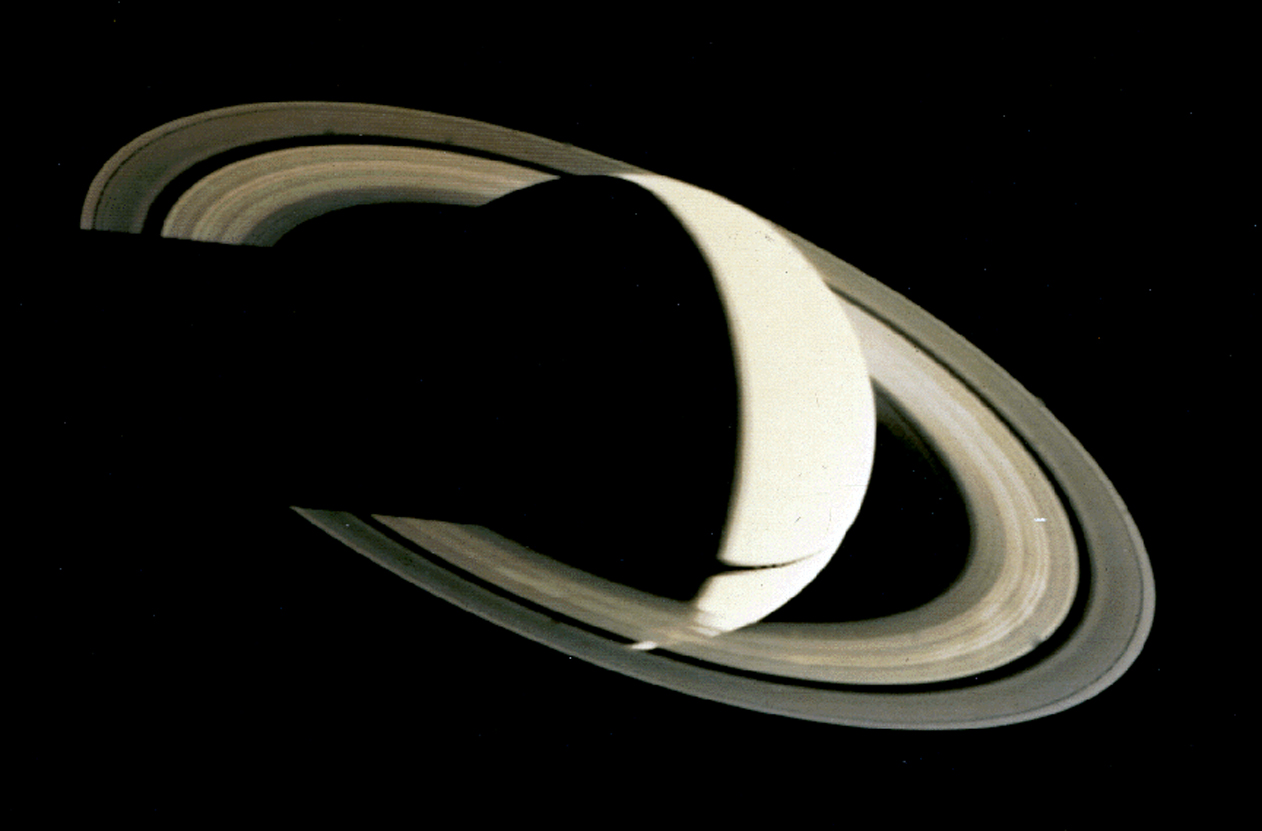
Saturno fotografado a 5,3 milhões de quilômetros de distância
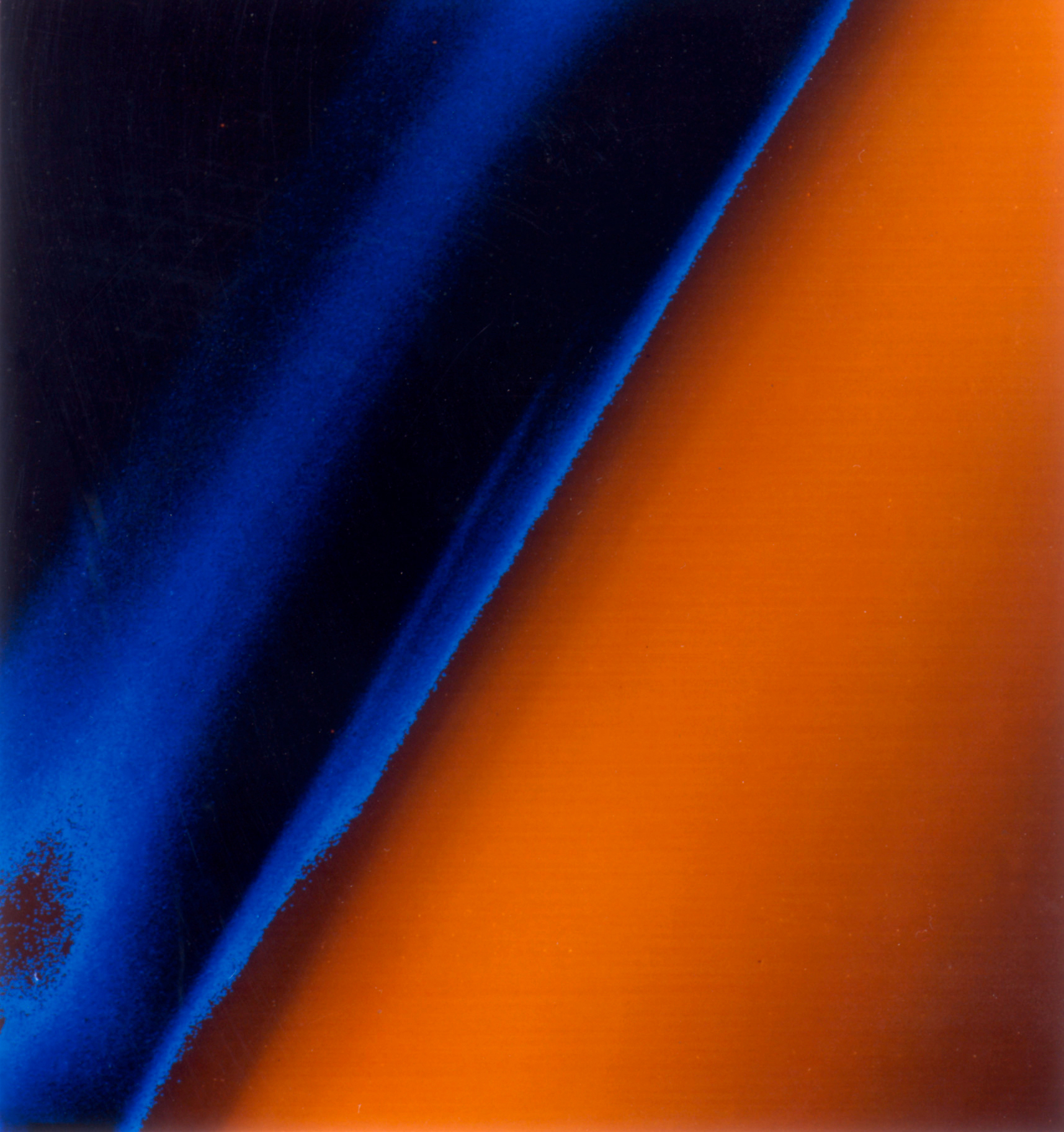
Camadas de névoa sobre Titã, uma das 62 luas de Saturno
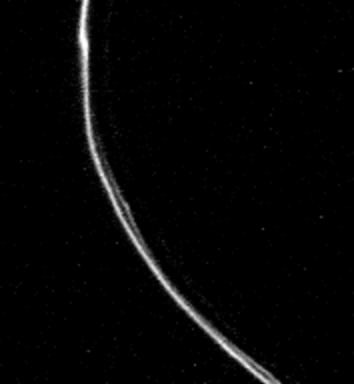
Detalhe do Anel F
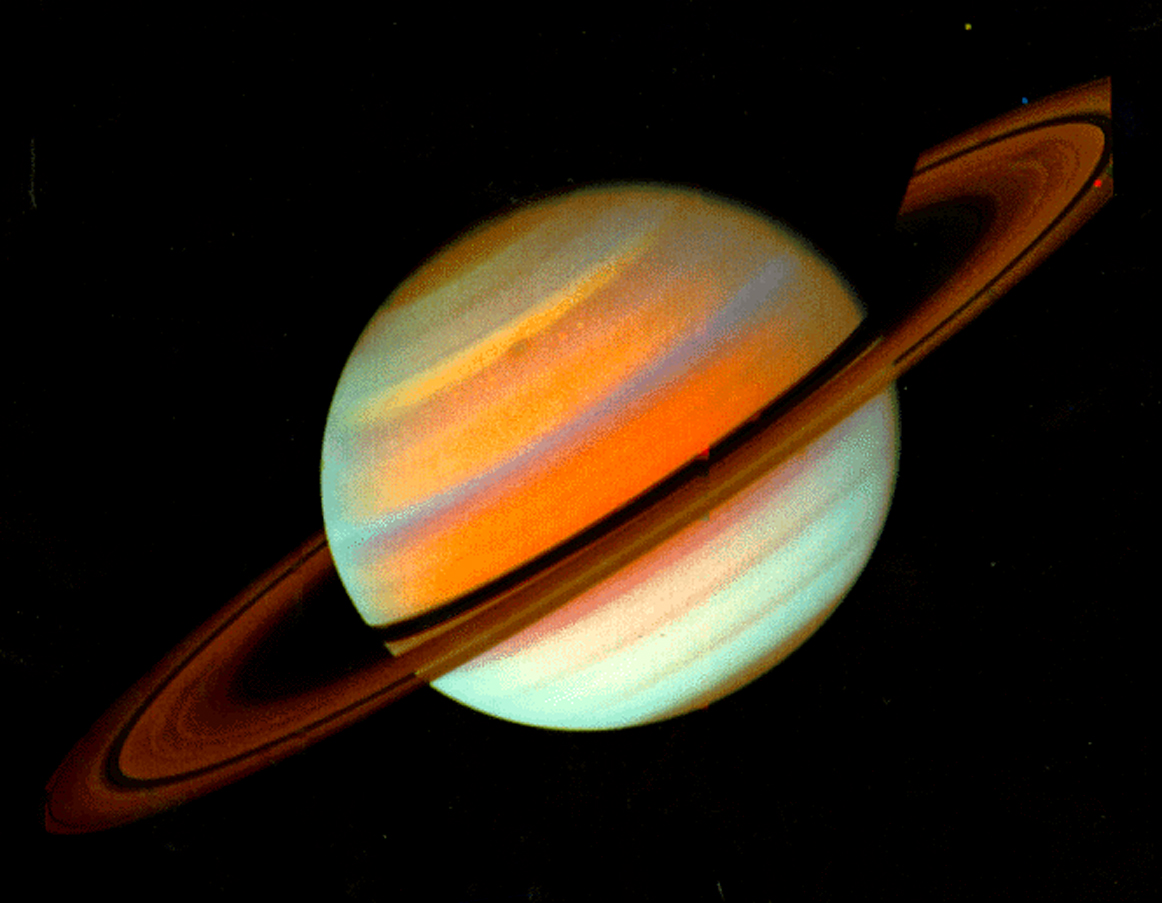
Saturno em cores falsas
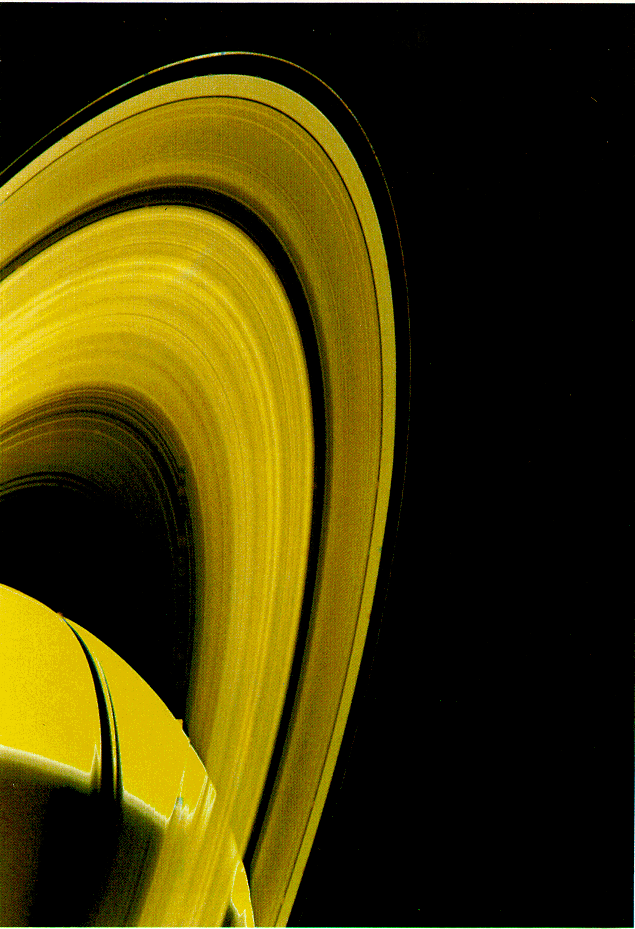
A lua Dione
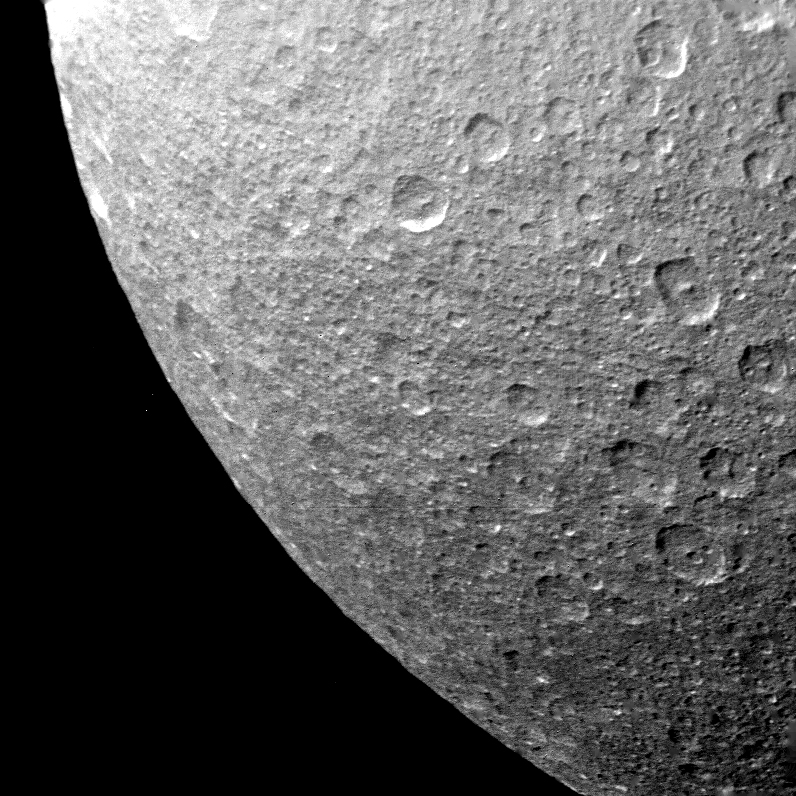
A superfície gelada de Rhea

## Disco de ouro

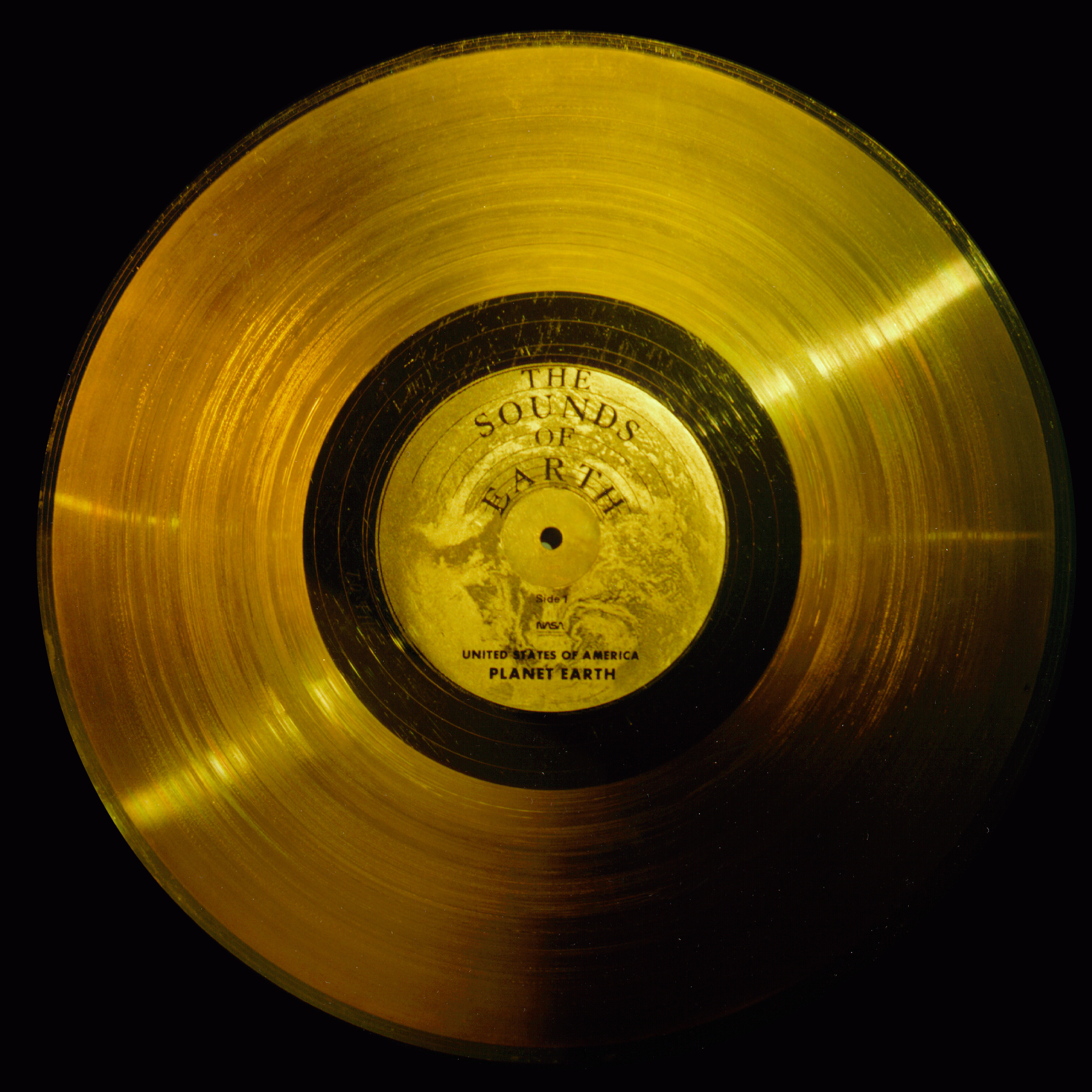
Voyager Golden Record

Ambas as sondas Voyager carregam um disco de áudio e imagem banhado a ouro, uma compilação criada para demonstrar a diversidade da vida e da cultura na Terra, caso alguma delas seja um dia encontrada por um descobridor extraterrestre. O disco, produzido sob a direção de uma equipe que incluía Carl Sagan e Timothy Ferris, contém fotos da Terra e de formas de vida nela, várias informações científicas, saudações faladas de pessoas como o Secretário-Geral das Nações Unidas (Kurt Waldheim) e o Presidente dos Estados Unidos (Jimmy Carter), além de um medley, “Sounds of Earth”, com sons de baleias, um bebê chorando, ondas quebrando na praia e uma coleção de músicas que abrangem diferentes culturas e épocas — incluindo obras de Wolfgang Amadeus Mozart, Blind Willie Johnson, Chuck Berry e Valya Balkanska. Outras peças clássicas do Oriente e do Ocidente também foram incluídas, bem como apresentações de música folclórica e indígena de todo o mundo. O disco também traz saudações em 55 idiomas diferentes. O projeto visava retratar a riqueza da vida na Terra e permanecer como um testemunho da criatividade humana e do desejo de se conectar com o cosmos.

## Cronologia

### 2005 - 2010

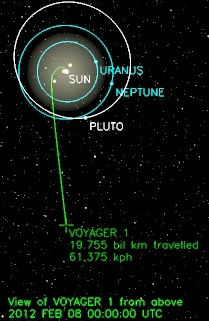
Posição da Voyager 1 em 2012

Em 2005 a Voyager 1 percorreu mais de 14 bilhões de km (95 unidades astronômicas) e afastou-se da Terra a uma velocidade de 17,2 km/s ou 61 920 km/h (3,6 UA/ano). Os sinais enviados por ela (ou enviados para ela) demoravam 760 minutos (± 12 horas) para chegar.
A sonda atingiu, em 12 de agosto de 2006, uma distância de 100 unidades astronômicas do Sol, tornando-se o primeiro objeto construído pela mão do ser humano a percorrer tal distância. Em 15 bilhões de quilômetros, está monitorando um espaço interestelar desconhecido pela humanidade. Estima-se que possa se libertar em breve da influência da gravidade do Sol, e dentro da década de 2020 poderá perder a comunicação com a Terra.
Em maio de 2010, a sonda encontrava-se a 113,3 UA no plano da constelação de Ofiúco.
Em 13 de dezembro de 2010, depois de meses à espera da confirmação dos dados, a NASA anunciou que a Voyager 1, viajando a uma velocidade de 17 km/s, havia em junho deste ano alcançado a zona de heliopausa, tornando-se o primeiro artefato humano a chegar à fronteira do Sistema Solar. Nesta data, a nave espacial estava a aproximadamente 17,3 bilhões km (10,8 bilhões de milhas) de distância do Sol. Atualmente, a Voyager 1 é o mais distante objeto feito pelo homem a partir da Terra, viajando fora do planeta e do Sol a uma velocidade relativamente mais rápida que a de qualquer outra sonda.

### 2012
No dia 3 de dezembro de 2012 a NASA anunciou que a Voyager 1 atingiu uma região do sistema solar que pode ser a última a ser cruzada antes de chegar ao meio interestelar. Em 20 de março de 2013, foi anunciado que a Voyager 1 pode ter sido o primeiro objeto feito pelo homem a deixar o sistema solar. No entanto, a sonda ainda estava em uma região do espaço interestelar ou uma região desconhecida do sistema solar.

### 2013
A NASA anunciou em 26 de junho de 2013 que a Voyager 1 entrou em uma zona desconhecida do sistema solar, com uma bolha magnética dominada por partículas solares que representam os limites para o espaço interestelar, que não é o mesmo que o limite do sistema solar, pois este pode se estender por 50 000 unidades astronômicas na Nuvem de Oort, muito além da distância percorrida pela missão Voyager 1, pouco mais de 120 unidades astronômicas. Segundo três pesquisas publicadas na revista Science, a sonda atingiu uma região desconhecida chamada de rodovia magnética, onde já sofre influência de outras estrelas da Via Láctea.
No dia 12 de setembro a NASA enfim confirmou que a Voyager 1 havia deixado o Sistema Solar. De acordo com Ed Stone, cientista do projeto Voyager, dados recebidos confirmavam que a sonda havia deixado uma área de gás ionizado (fora da heliosfera) que servia como transição para chegar até uma região onde não sofreria mais efeitos do Sol. Entretanto esta notícia foi fruto de um mal-entendido, já que a nave havia apenas deixado a heliosfera e não o sistema solar.
A certeza sobre a saída da Voyager 1 da heliosfera se decorreu de forma oficial apenas depois que uma análise feita por cientistas da Universidade de Iowa, que foi publicada na revista Science. Dados recebidos desde 2004 foram analisados, eles mostraram um aumento na pressão interestelar. Os cientistas não tinham como medir o ambiente em que ela se encontrava para determinar sua localização, pois a sonda não possui sensor de plasma. As informações necessárias foram obtidas apenas em abril de 2013, depois de uma explosão de ventos solares que havia acontecido 13 meses antes, em março de 2012.
A emissão então chegou até a sonda e ela começou a vibrar. Essa vibração fez com que fosse então possível medir a densidade do plasma ao redor da Voyager 1. Assim ficou comprovado que a densidade do plasma ao redor da sonda era 40 vezes maior do que o que fora detectado na camada mais distante da heliosfera. Cálculos mostraram que a Voyager 1 deixou portanto a heliosfera no dia 25 de agosto de 2012, e atingiu em setembro de 2013 a distância de 19 bilhões de quilômetros do Sol.
Em setembro a NASA informou que a Voyager 1 havia captado sons do espaço interestelar através de vibrações das ondas de plasma. As ondas detectadas foram amplificadas e reproduzidas para que tivessem uma frequência que pudesse ser ouvida pelos humanos. Os cientistas chegaram à conclusão de que as ocorrências tinham uma densidade continuamente crescente.

### 2022
Em maio de 2022 a NASA informou que estava recebendo informações não precisas da sonda Voyager, classificadas como "sinais misteriosos". O problema seria no Sistema de Articulação e Controle de Atitude (AACS, na sigla em inglês), cujas informações estariam sendo "geradas aleatoriamente", o que não determinaria em que estado o AACS poderia estar. A agência espacial americana, no entanto, informou que o sinal da sonda não enfraqueceu, e que isso indica o posicionamento correto da sua antena.

### 2023 - 2024
Em 14 de novembro de 2023, surgiu um novo problema: o sistema de dados de voo (FDS) da sonda, que converte os dados fornecidos pelos instrumentos e outros conjuntos em pacotes compactos de dados, deixou de transmiti-los à unidade de modulação de telemetria (TMU), que transmite os dados para a Terra. Em vez de dados científicos e técnicos, a mesma sequência de números foi repetidamente transmitida à Terra. Após vários meses tentando solucionar o problema, os engenheiros da NASA conseguiram obter um despejo de memória do FDS. Descobriu-se que cerca de 3% do conteúdo da memória estava corrompido, aparentemente devido a um chip de memória com defeito. Em 22 de abril de 2024, a NASA informou que havia restaurado a comunicação sobre a condição e o status da espaçonave, modificando o código do programa para que os dados a serem transmitidos fossem armazenados em outro lugar na memória do FDS. O próprio código do programa também foi distribuído de forma diferente na memória para evitar áreas de memória defeituosas. Desde maio de 2024, o Sistema de Ondas de Plasma e o magnetômetro voltaram a fornecer dados científicos. O subsistema de raios cósmicos e partículas carregadas de baixa energia, também, em meados de junho de 2024.
Engenheiros da NASA, em dezembro de 2024, restauraram com sucesso o contato com a Voyager 1 e a espaçonave está operando normalmente após seu fornecimento de energia decrescente ter causado um longo apagão. Em 12/5/2024, ela estava explorando um território desconhecido a cerca de 24,9 bilhões de quilômetros de distância.